# 貝利角

貝利角（英語：Baily Head），是南極洲的海岬，位於南設得蘭群島的欺骗岛最東端，被國際鳥盟列為重點鳥區，是約10萬雙南極企鵝的棲息地，現時由南極條約體系管理。